# 费涅什利特凯
费涅什利特凯，是匈牙利索博尔奇-索特马尔-贝拉格州所辖的一个村。总面积25.15平方公里，总人口2378，人口密度94.6人/平方公里（2011年1月1日）。